# Casa del General Winfield Scott
La Casa del General Winfield Scott (en inglés: General Winfield Scott House) es una casa histórica ubicada en Greenwich Village, Nueva York. La Casa del General Winfield Scott se encuentra inscrita como un Hito Histórico Nacional en el Registro Nacional de Lugares Históricos desde el 7 de noviembre de 1973.  

## Ubicación
La Casa del General Winfield Scott se encuentra dentro del condado de Nueva York en las coordenadas 40°44′06″N 73°59′48″O / 40.735, -73.996667.